# جبريل دو كارمو
جبريل دو كارمو هو لاعب كرة قدم برازيلي، ولد في 12 أبريل 1990 في غوارولوس في البرازيل. لعب مع نادي أستيراس تريبوليس ونادي فيلا نوفا ونادي كوريتيبا ونادي لوكوموتيف بلوفديف.

## وصلات خارجية
- جبريل دو كارمو على موقع قاعدة بيانات كرة القدم.إي يو (الإنجليزية)
- جبريل دو كارمو على موقع Soccerway.com (الإنجليزية)